# 일본 4대 공해병
일본 4대 공해병은 일본 기업들이 산업폐기물을 부적절하게 관리하여 일어난 환경오염이 원인이 된 대표적인 질환 네 가지를 일컫는 용어이다. 1912년 이타이이타이병이 발견되며 최초로 공해병 사태가 발생했으며, 1950년대와 1960년대에 걸쳐 세 건의 공해병 사태가 발생했다.
미나마타병과 니가타 미나마타병은 동일한 공해물질로 인해 발생하였으며 사건이 발생한 지역이 달라 구분하여 부르고 있다.
| 명칭              | 관련지역   | 원인        | 원천               | 년도   |
| ----------------- | ---------- | ----------- | ------------------ | ------ |
| 이타이이타이병    | 도야마현   | 카드뮴 중독 | 미쓰이 광산 제련소 | 1912년 |
| 미나마타병        | 구마모토현 | 메틸수은    | 신일본질소회사     | 1956년 |
| 니가타 미나마타병 | 니가타현   | 메틸수은    | 쇼와전공           | 1965년 |
| 욧카이치 천식     | 미에현     | 이산화황    | 석유 콤비나트 등   | 1961년 |

피해자들과 시민 사회는 환경오염 사태에 책임이 있는 기업들을 대상으로 소송을 진행하고, 보도 및 출판 등 다양한 활동을 통해 비판의 목소리를 높였다. 1971년 일본 환경성이 창설되고, 환경오염에 대한 대중의 인식이 향상되었으며, 관련 산업체가 변화를 위해 노력한 결과 1970년대 이후에는 유사한 사건이 감소했다. 또한 관련된 불법 행위법 및 민법이 개정되는 초석이 되어 오늘날 기술관련 재해에 대한 배상에 관련된 각종 소송의 선례가 되었다.

## 이타이이타이 병
이타이이타이병은 1912년 도야마 현에서 처음 발생했다. 이 병의 이름은 환자들이 "아프다,아프다(いたい,いたい)"라고 하며 고통을 호소하는 데에서 유래했다.

### 원인
진즈 강 유역이 미쓰이 광산제련소에서 방류한 폐수에 오염된 것이 원인으로, 폐수에 포함된 카드뮴이 원흉이었다. 진즈 강을 수원으로 하는 수원지들 또한 카드뮴에 오염됐고, 이를 식수로 사용한 주민들이 카드뮴 중독이 나타났다. 뿐만 아니라 진즈 강의 물을 농업용수로 생산한 지역의 농산물 또한 카드뮴에 오염됐고, 이를 섭취한 주민들도 카드뮴에 중독됐다.

### 증상
초기에는 등과 다리에 통증이 나타나고 병이 진행됨에 따라 다음과 같은 증상이 나타난다.
- 통증으로 인해 거동이 어려워짐.
- 기침이나 걷기 등으로 인한 충격에도 골절이 일어남.
- 골연화증
- 빈혈
- 신장 장애

### 여파
환자들 대부분이 극심한 통증으로 움직일 수 없어 병석에서 일어나지 못했다. 1968년 이타이이타이병에 피해를 입은 주민들이 미쓰이 광산제련소를 상대로 소송을 제기해 승소했다. 미쓰이 사는 공식적으로 이타이이타이 병 사태에 대한 책임을 인정했으며, 카드뮴에 오염된 농지를 경작 가능한 상태로 수복하는 데에 들어가는 모든 비용을 부담했다.

## 미나마타 병
미나마타병은 1956년 구마모토 현 미나마타시에서 처음으로 보고됐다. 초기 환자들은 증상으로 인해 정신 이상을 겪었고 일부 환자는 발병 1개월 만에 사망하기도 했다. 조사가 확대되면서 미나마타병의 원인은 중금속 중독, 특히 메틸수은 중독인 것으로 밝혀졌다. 미나마타 만에서 잡힌 어패류가 메틸수은에 오염됐고, 이를 섭취한 주민들이 수은에 중독돼 중추신경계에 이상을 겪은 것이 원흉이었다.

### 증상
- 팔과 다리의 마비
- 균형 감각 이상
- 극심한 피로
- 이명(耳鳴)
- 시야 협착
- 청력 상실
- 말이 어눌해지는 등의 의사소통 능력 저하

환자 대부분이 위의 증상을 복합적으로 겪었다.

### 신일본질소회사
미나마타 만이 수은에 오염된 원인을 추적한 결과 신일본질소회사(이하 칫소 사)가 유기수은이 포함된 폐수를 바다에 무단으로 방류한 것이 문제였던 것으로 밝혀졌다. 칫소 사는 아세트알데히드를 재료로 초산 비닐 수지, 아세트산, 염화 바이닐을 생산하고 있었다. 1951년 8월부터 칫소 사는 아세트알데히드를 생산하는 과정에서 촉매제로 황화철을 사용했는데, 황화철이 부산물로 발생시킨 유기수은을 미나마타 만에 폐기한 것이 문제였으며, 1966년까지 칫소 사는 황화철을 촉매로 사용하고 유기수은을 바다에 방류했다. 오늘날 칫소 사는 공식적으로 피해자로 인정된 미나마타 병 환자들에게 배상금을 지불하고 있다.

### 여파
사건의 여파로 1970년 수질오염방지법이 제정되어 공장에서 화학폐기물을 처리하는 과정을 법으로 규제하게 되었다. 1977년 일본 정부는 메틸 수은에 오염된 미나마타 만의 갯벌 흙 150만 입방미터를 여과하고 그 위에 오염되지 않은 흙을 50 헥타르 이상 덮는 대공사를 실시했다. 1997년, 14년이 지나고 미화 3억 6천 9백만 달러라는 비용을 들인 끝에  구마모토 현은 공식적으로 미나마타 만이 안전해졌다고 발표했다.

## 니가타 미나마타병
1965년 니가타 현 주민들에게서 미나마타병과 유사한 증상이 나타났으며, 아가노강이 메틸수은에 오염된 것이 원인인 것으로 밝혀졌다. 다행히 조기에 사태가 발견돼 앞서의 미나마타병 사태에 비해 피해 규모가 적었다.
니가타 대학 의학부에서 조사한 결과 아가노 강 인근에 수은을 생산공정에서 이용하는 공장들이 많은 점, 농약을 사용하는 농경지가 많은 점, 사건 1년 전 지진이 일어났던 점 등 다양한 문제가 원인이 된 것으로 밝혀졌다.

### 증상
니가타 미나마타 병은 상기한 미나마타 병과 유사한 증상을 보인다.
- 사지 마비
- 균형 감각 이상
- 극심한 피로
- 이명
- 시야 협착
- 청력 상실
- 의사소통 능력 감퇴

### 쇼와전공
1966년 봄에 발표된 조사에서는 쇼와전공이 폐기한 메틸수은이 주요 원인으로 지목되었다. 쇼와전공은 아가노 강 상류에 위치하고 있었고, 부산물로 발생한 메틸수은을 아가노 강에 방류하였다. 또한 칫소 사와 마찬가지로 문제의 공해병에 대한 자사의 혐의를 모두 부인했다.

### 여파
쇼와전공은 업무상 과실로 유죄를 선고받았고, 니가타 미나마타 병에 관련한 모든 피해자들에게 배상할 책임이 부과되었다. 공식적으로 인정된 피해 환자들은 26명이며, 이 중 5명이 메틸수은 중독으로 사망했다.

## 욧카이치 천식
미에 현에 위치한 욧카이치 시에는 대규모의 석유화학 콤비나트가 조성된 곳으로, 일본에서 생산되는 정유의 4분의 1이 이곳에서 생산된다. 1955년에 첫 정유공장이 착공된 이래로 욧카이치 시와 인근 지역 주민들은 대기오염으로 인한 질환을 겪기 시작했다.

### 원인
도시 한복판에 있는 화력 발전소와 정유공장들이 이산화황을 여과하는 설비를 제대로 갖추지 않고 대기로 배출한 것이 원인이었다. 1960년대 초 욧카이치 시와 인근 지역 주민들 다수가 호흡기 질환을 겪었고, 사태가 커지면서 '욧카이치 천식'이라는 이름이 붙었다. 당시 다른 지역의 만성 기관지염 환자가 인구 중 3퍼센트 미만에 불과한 것과 비교해, 욧카이치 시와 인근에 거주하는 40대 주민 중 5~10퍼센트가 만성 기관지염을 앓고 있는 상태였다.

### 구제 정책
1965년, 대기오염으로 인한 기관지 질환으로 고통받는 피해자들을 지원하기 위해 공적인 구제 정책이 시행됐다. 다음 기준을 충족하는 욧카이치 주민들이 지원 대상이 됐다.
- 기관지 천식, 만성 기관지염, 폐기종 및 관련 합병증 등 특정 질병을 앓고 있다
- 거주 지역에서 관련 질병의 유병률이 증가했다
- 해당 지역에서 3년 이상 거주했다

현재는 이산화황 배출에 대한 여러 규제가 수립되어 욧카이치 천식과 같은 재난이 재발하지 않도록 하고 있다.

## 같이 보기
- 일본의 환경 문제
- 질소 산화물
- 도로쿠 비소공해
- 카네미유증 사건
- 안나카 아연제련소 카드뮴 공해